# Zouhair Feddal
Zouhair Feddal Agharbi (23 de dezembro de 1989) é um futebolista marroquino que atua como zagueiro. Atualmente está sem clube.

## Carreira
Zouhair Feddal fez parte do elenco da Seleção Marroquina de Futebol nas Olimpíadas de 2012.

## Títulos
Sporting
- Taça da Liga: 2020–21
- Campeonato Português: 2020–21